# Itemirus
Itemirus é um gênero de dinossauro terópode da estagio Turoniano do período Cretáceo Superior do Uzbequistão.
Itemirus é conhecido a partir de um único pequeno fóssil da caixa craniana, em 1958, encontrado perto da aldeia de Itemir na escarpa Dzharakuduk em camadas da Formação Bissekty. O número do holótipo é PIN 327/699. A espécie-tipo, Itemirus medullaris, foi nomeado e descrito por Sergei Kurzanov em 1976. O nome genérico refere-se a Itemir. O nome específico refere-se à medulla oblongata, a parte do cérebro envolto pela caixa craniana parcial.
Kurzanov notou semelhanças anatômicas com o Tyrannosauridae e o Dromaeosauridae; ele atribuído Itemirus a um separado Itemiridae. Em 2004, Thomas Holtz sugeriu que era um membro da Tyrannosauroidea. Nicholas Longrich e Philip J. Currie em 2009 incluíram Itemirus em uma análise cladística de relações aos dromaeossaurídeos e o colocaram no Velociraptorinae.

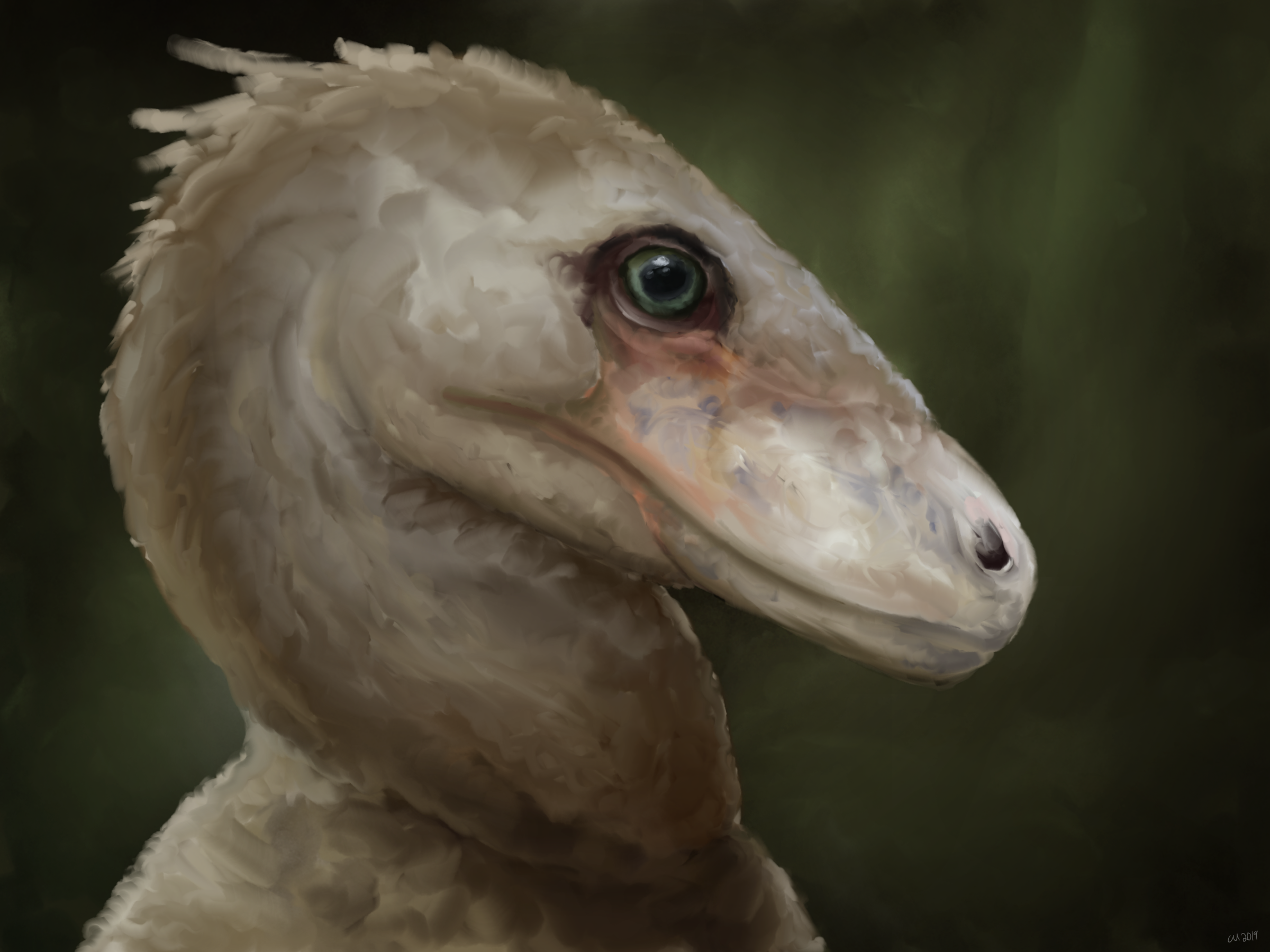
Reconstrução da face de um Itemirus

Nenhuma outra espécie têm sido permanentemente atribuída a este gênero. Uma vez que apenas a caixa craniana foi descoberta, as únicas certas estimativas referem ao tamanho do cérebro, e provas de que ele tinha uma boa visão e equilíbrio, com base nos grandes lobos do cérebro.